# Khanapur, Aurad
Khanapur là một làng thuộc tehsil Aurad, huyện Bidar, bang Karnataka, Ấn Độ.